# Une journée à la campagne
Une journée à la campagne est une nouvelle d’Anton Tchekhov.

## Historique
Une journée à la campagne est initialement publiée dans la revue russe Le Journal de Pétersbourg, numéro 135, du 19 mai 1886, sous le pseudonyme A. Tchekhonte.

## Résumé
La petite Thècle, six ans, est à la recherche du cordonnier Térence. Elle trouve ce vieil ivrogne dans le potager : « Vite !», lui dit-elle, « viens sauver mon frère, il a la main coincée dans le creux d’un arbre dans la forêt ».
La petite orpheline a du mal à suivre les grandes enjambées de Térence. L’orage gronde. Ils trouvent enfin Daniel et Térence débloque son bras. Tous trois rentrent au village, tout en observant les effets de la pluie sur une fourmilière, un essaim d’abeilles. Un train passe au loin, mais comment fait-il pour avancer puisqu’il n’est pas vivant? « La vapeur », répond Térence, qui connait la nature et les plantes qui guérissent. Les enfants, qui n’ont ni parents ni toit, vont dormir dans une grange. Térence leur laisse un morceau de pain dans la nuit.

## Édition française
- Une journée à la campagne, traduit par Edouard Parayre, Les Éditeurs français réunis, 1958.